# Handschmeichler

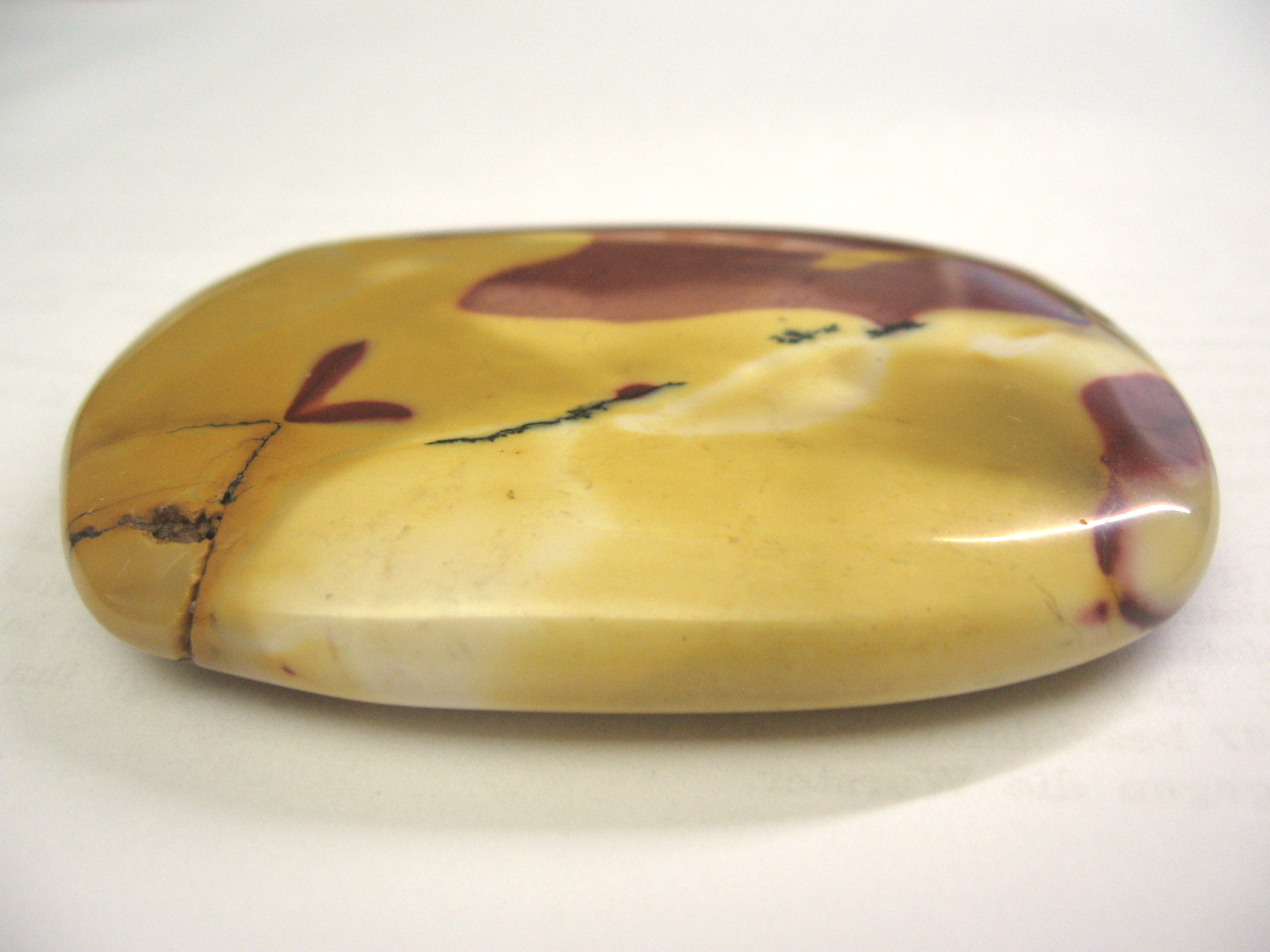
Handschmeichler aus Mookait

Als Handschmeichler bezeichnet man einen Gegenstand, der von seiner Größe her bequem in die Hand passt und durch die Glätte seiner Oberfläche sowie abgerundete Kanten bei Berührung ein angenehmes Gefühl hervorruft.
Ein Handschmeichler kann, ähnlich wie Qigongkugeln, zur Entspannung benutzt werden. Als Handschmeichler eignet sich jeder Gegenstand, den man aufgrund seiner Gestalt und Oberflächenstruktur gerne berührt. Ein Handschmeichler kann daher sowohl ein natürlicher Gegenstand wie z. B. die Frucht einer Kastanie als auch ein künstlich gefertigter wie beispielsweise ein Trommelstein sein. Oft handelt es sich um einen Gegenstand aus Holz, aber auch Objekte aus Kristall, Mineralien, Stein, Speckstein oder Metall werden zu Handschmeichlern verarbeitet oder eignen sich dazu schon in ihrer natürlichen Form.
In der Esoterik werden aus Schmucksteinen (Edelsteinen) wie z. B. Rosenquarz gearbeitete Handschmeichler eingesetzt, denen bestimmte Eigenschaften zum Heilen oder Aufbessern der Stimmung nachgesagt werden. Hierfür werden auch Begriffe wie Schmeichel-, Glücks-, Taschen- oder Troststein verwendet. Im englischen Sprachraum hat sich die Bezeichnung Worry stone („Sorgenstein“) durchgesetzt.
Ebenso wird in Produktbeschreibungen der Begriff „Handschmeichler“ für funktionale Geräte benutzt, die eine besonders griffige und ergonomische Form besitzen.